# Lydia Kullgren
Lydia Viktorina Kullgren, född 26 september 1828 i Uddevalla, död 9 september 1908 i Vasa församling, Göteborg, var en svensk dramatiker.
Kullgren var dotter till grosshandlaren Carl August Kullgren och Ulrika, född Hedrén. Dottern kom endast att publicera ett drama, 1885 års Kärlek. Stycket spelades i Stockholm samma år, men gick där relativt obemärkt förbi. I Norge och Danmark gjorde pjäsen desto större intryck och blev recenserad, översatt och föremål för offentliga föredrag. Den norske dramatikern Henrik Ibsen läste Kärlek och en annan av Kullgrens opublicerade pjäser och skrev "Jeg tror, att begge stykkerne er vel skikkede til opförelse." Pjäsen insändes senare till Kungliga Dramatiska Teatern i Stockholm utan att antas.
Lydia Kullgren är begravd på Norra kyrkogården i Uddevalla.